# 雷佩河
51°8′57.1″N 7°59′51.6″E / 51.149194°N 7.997667°E

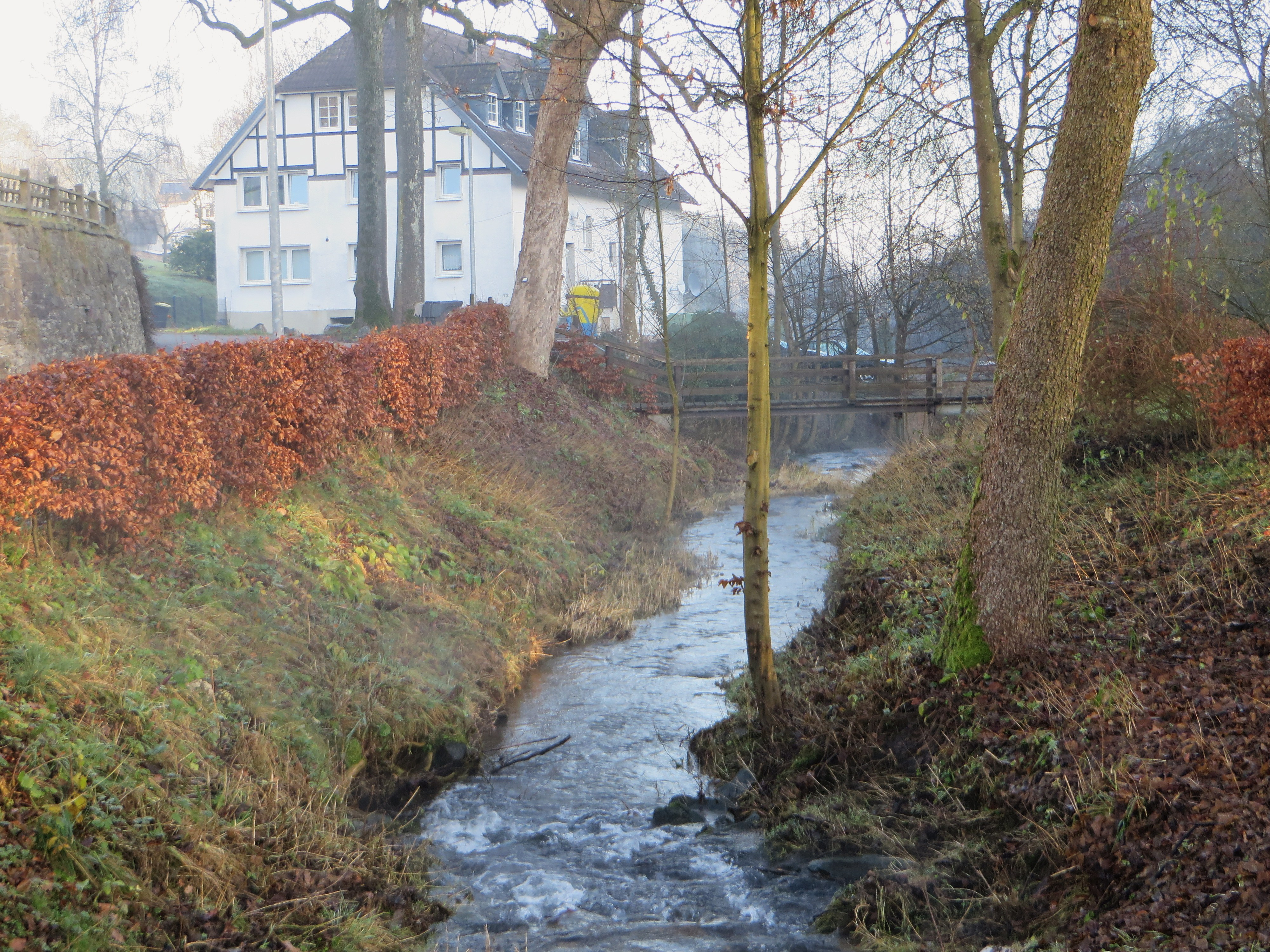

雷佩河（德語：Repe），是德國的河流，位於該國西部，處於北萊茵-威斯特法倫州，屬於萊內河的左支流，河道全長11.4公里，流域面積26.4平方公里，流經阿滕多恩。